# کمیسیون هنرهای زیبای آمریکا
کمیسیون هنرهای زیبای آمریکا (CFA) یک سازمان مستقل از دولت فدرال ایالات متحده است و در سال ۱۹۱۰ تأسیس شد. کمیسیون هنرهای زیبای آمریکا اجازه بررسی (اما نه تصویب) در مورد «طراحی و زیبایی‌شناسی» تمام ساخت و سازها در واشینگتن، دی سیرا دارد. هیئت داوران جورج تاون دارای اجازه بررسی و نظارت بر تمام ساختمان‌های نیمه دولتی و خصوصی در حدود منطقه جورج تاون است.
مجوز کمیسیون هنرهای زیبای آمریکا به کاخ کنگره آمریکا، کتابخانه کنگره یا سایر اموال و مکان‌های تحت نظارت معماری کنگره اعمال نمی‌شود.